# 土井淳の元気UP!朝一番!
土井淳の元気UP!朝一番!（どいきよしのげんきアップあさいちばん）は、1987年から2006年9月までニッポン放送の制作で19年間放送したラジオのミニ番組である。ニッポン放送では放送しておらず、全国の地方局において、タイトル通り月曜日から金曜日までの早朝に裏送り方式のテープネットで放送した。現在、一部の局においてこの番組が放送していた時間帯は森野熊八がパーソナリティーを務める森野熊八〜ワンダフルキッチン〜を放送している。
パーソナリティーは番組開始当初は当時同局野球解説者であった土橋正幸だったが、1992年に日本ハムファイターズ監督に就任したのにともない降板した。後任に野球評論家の土井淳が就任した。アシスタントは伊藤まゆ子が務めた。
食からスポーツまで週代わりのテーマがあり、このテーマについて土井と伊藤がトークを繰り広げた。プロ野球や日本シリーズの開催時には選手・チームの分析が行われたり、オフ・シーズンにはプロ野球マスターズリーグに関する話題も供された。また、新作の映画についてのトークもあった。その後、歌謡曲が一本流され、まとめの後、ラストには必ず土井が「今日も元気にがんばろう!」と締めた。また時々、高校・大学・プロとバッテリーを組んでいた盟友・秋山登がゲストで出演することがあった。
同番組のウェブサイトはなかったが、年末には特製Tシャツのプレゼントがあった。この際、応募方法は葉書に限定しており、Eメール（ニッポン放送の昼番組で用いられるドメイン名+@1242.com）での受付は行なっていなかった。

## 放送した局
- 青森放送
- 秋田放送
- 山梨放送
- 茨城放送
- 北日本放送
- KBS京都
- 中部日本放送
- ラジオ大阪
- 山陰放送
- 中国放送
- 山口放送
- 南海放送
- 九州朝日放送
- 長崎放送

※中部日本放送（JRN単独局）以外はすべて、ニッポン放送がキー局のNRN系列局であった。

## 番組中で使われた楽曲
- Los Cabos! - オープニング＆エンディング
- Morocco - CM中のフィラー
- Oceansong - CM中のフィラー

いずれもThe Rippingtonsのアルバム『Kilimanjaro』より